# ХхьӀв
ХхьӀв és un pentagraf de l'alfabet ciríl·lic. S'utilitza en la llengua artxi. Representa el so [χːˤʷ] — labialitzat ххьI [χːˤ], el resultat de la faringalització de la fricativa uvular sorda (/χˤ/), escrit mitjançant el trígraf хьI, el qual representa el so х (/χ/). A més d'aquest pentagraf, l'artxi en té un altre - ккъӀв.